# Schönberg, Mühldorf
Schönberg là một đô thị thuộc huyện Mühldorf bang Bayern nước Đức